# Сорокина, Ольга Георгиевна
Ольга Георгиевна Сорокина (Яруткина; 3 мая 1960, Мемеши, Чебоксарский район, Чувашская АССР, РСФСР) — советская легкоатлетка; мастер спорта СССР международного класса (1983) по лёгкой атлетике, кандидат исторических наук (2007). Обладательница мирового рекорда в спортивной ходьбе.

## Биография
Прошла обучение в Чебоксарской школе высшего спортивного мастерства. Окончила физико-математический факультет Чувашского государственного университета (1982) и факультет физического воспитания Чувашского государственного педагогического института (1995).
Мастер спорта с 1982 года. Чемпионка и рекордсменка Чувашии, призёр чемпионатов (1982-84) и чемпионка России (1985), призёр (1982, 1984) и победительница Кубка СССР по спортивной ходьбе на 10 км (1983). В 1985 году на международных соревнованиях в Болгарии заняла II место в ходьбе на 5 км.
На чемпионате ЦС «Буревестник» в 1993 году в ходьбе на 5 км заняла 1 место и установила мировой рекорд, равный 22 мин.4 сек.
С 1987 года работает в Чувашском государственном университете, с 1996 старший преподаватель, с 2008 доцент кафедры физического воспитания и спорта (с 2010 физической культуры и спорта).
Автор более 20 научных работ.